# 레이먼 킴
레이먼 킴(본명:  Raymon Kim, 한국명: 김덕윤, 1975년 5월 5일 ~)은 캐나다 국적의 대한민국에서 활동중인 한국계 캐나다인 요리사이다. 아내는 배우 김지우이다.

## 경력
- 2009년: 그릴 멕 헤드셰프
- 2010년: 시리얼 고메 이그제큐티브 셰프
- 2012년: 테이블 온 더 문 이크제큐티브 셰프!

## 출연 작품

### 드라마
- 2015년 tvN 월화드라마 《식샤를 합시다 2》

### 방송
- 2011년 올'리브 《올리브 쿠킹타임》
- 2011년 올'리브 《샘 & 레이먼의 쿠킹타임 듀엣》
- 2011년 스토리온 《고소영의 행복한 파티》
- 2012년 올'리브 《샘 & 레이먼의 쿠킹타임 시즌2》
- 2012년 올'리브 《푸드톡 플러스》
- 2012년 올'리브 《올리브쇼 2012》
- 2012년 올'리브 《두 남자의 캠핑쿡》
- 2014년 올'리브 《올리브쇼 2014》
- 2015년 SBS 《정글의 법칙》
- 2015년 KBS JOY 《한끼의 품격》